# Дзунгри
Дзу̀нгри (на италиански: Zungri, на местен диалект Zungàri, Дзунгари) е село и община в Южна Италия, провинция Вибо Валентия, регион Калабрия. Разположено е на 554 m надморска височина. Населението на общината е 2043 души (към 2012 г.).